# Philipp Nawrath
Philipp Nawrath (ur. 13 lutego 1993 w Füssen) – niemiecki biathlonista, medalista mistrzostw świata.
Po raz pierwszy na arenie międzynarodowej pojawił się w 2014 roku, kiedy wystąpił na mistrzostwach świata juniorów w Presque Isle. Był tam między innymi pierwszy w sztafecie.
W Pucharze Świata zadebiutował 10 marca 2017 roku w Kontiolahti, zajmując 34. miejsce w sprincie, gdzie również zdobył swoje pierwsze punkty w Pucharze Świata.

## Osiągnięcia

### Zimowe igrzyska olimpijskie
| Rok  | Miejscowość | Konkurencje | Konkurencje | Konkurencje | Konkurencje | Konkurencje | Konkurencje | Konkurencje |
| Rok  | Miejscowość | IN          | SP          | PU          | MS          | RL          | MR          | SR          |
| ---- | ----------- | ----------- | ----------- | ----------- | ----------- | ----------- | ----------- | ----------- |
| 2022 | Pekin       | –           | 22.         | 19.         | 23.         | 4.          | 5.          | nd.         |

### Mistrzostwa świata
| Rok  | Miejscowość | Konkurencje | Konkurencje | Konkurencje | Konkurencje | Konkurencje | Konkurencje | Konkurencje |
| Rok  | Miejscowość | IN          | SP          | PU          | MS          | RL          | MR          | SR          |
| ---- | ----------- | ----------- | ----------- | ----------- | ----------- | ----------- | ----------- | ----------- |
| 2019 | Östersund   | –           | 12.         | 21.         | 15.         | –           | –           | –           |
| 2020 | Anterselva  | 47.         | –           | –           | –           | –           | –           | –           |
| 2023 | Oberhof     | 9.          | –           | –           | –           | –           | –           | 6.          |
| 2024 | Nové Město  | –           | 16.         | 21.         | 10.         | 4.          | 5.          | –           |
| 2025 | Lenzerheide | –           | 18.         | 44.         | 16.         | 3.          | 3.          | –           |

### Mistrzostwa świata juniorów
| Rok  | Miejscowość  | Konkurencje | Konkurencje | Konkurencje | Konkurencje | Konkurencje | Konkurencje | Konkurencje |
| Rok  | Miejscowość  | IN          | SP          | PU          | MS          | RL          | MR          | SR          |
| ---- | ------------ | ----------- | ----------- | ----------- | ----------- | ----------- | ----------- | ----------- |
| 2014 | Presque Isle | 9.          | 7.          | 19.         | nd.         | 1.          | nd.         | nd.         |

### Mistrzostwa Europy
| Rok  | Miejscowość    | Konkurencje | Konkurencje | Konkurencje | Konkurencje | Konkurencje | Konkurencje | Konkurencje |
| Rok  | Miejscowość    | IN          | SP          | PU          | MS          | RL          | MR          | SR          |
| ---- | -------------- | ----------- | ----------- | ----------- | ----------- | ----------- | ----------- | ----------- |
| 2017 | Duszniki-Zdrój | 28.         | 7.          | 10.         | nd.         | nd.         | 6.          | ?.          |
| 2018 | Ridnaun        | 73.         | 17.         | 24.         | nd.         | nd.         | nd.         | ?.          |

### Puchar Świata

#### Miejsca w klasyfikacji generalnej
| Sezon     | Miejsce |
| --------- | ------- |
| 2016/2017 | 95.     |
| 2017/2018 | 60.     |
| 2018/2019 | 33.     |
| 2019/2020 | 38.     |
| 2020/2021 | 67.     |
| 2021/2022 | 18.     |
| 2022/2023 | 28.     |
| 2023/2024 | 15.     |
| 2024/2025 | 14.     |

#### Miejsca na podium indywidualnie
| Lp. | Dzień      | Rok  | Miejscowość | Konkurencja               | Lokata | Pudła   | Czas biegu | Strata | Zwycięzca            |
| --- | ---------- | ---- | ----------- | ------------------------- | ------ | ------- | ---------- | ------ | -------------------- |
| 1.  | 2 grudnia  | 2023 | Östersund   | Sprint na 10 km           | 1.     | 0+0     | 24:02,0    | –      | –                    |
| 2.  | 3 grudnia  | 2023 | Östersund   | Bieg pościgowy na 12,5 km | 2.     | 0+0+1+1 | 31:38,4    | +5,1   | Sebastian Samuelsson |
| 3.  | 15 grudnia | 2023 | Lenzerheide | Sprint na 10 km           | 3.     | 1+0     | 23:15,8    | +36,8  | Benedikt Doll        |
| 4.  | 6 grudnia  | 2024 | Kontiolahti | Sprint na 10 km           | 3.     | 0+0     | 23:03,1    | +25,1  | Émilien Jacquelin    |